# 神戸市立新長田図書館
神戸市立新長田図書館（こうべしりつしんながたとしょかん、Kobe Shin-Nagata Municipal Library）は、日本の兵庫県神戸市が長田区に設置している神戸市立図書館の地域拠点館である。2016年度実績で、蔵書数が103,403冊で市内11館中第5位、来館者数は203,565人で第10位、貸し出し冊数は318,313冊で11館中11位となる。
貸し出し条件等は神戸市立図書館#貸し出しを参照のこと。

## 歴史
1958年（昭和33年）6月20日、長田区池田経町の観音山公園内に神戸市立図書館長田分館として開館する。1972年（昭和47年）には市立図書館の組織改編により分館から「長田区の拠点図書館」と位置付けられ、神戸市立長田図書館に改称した。
1990年代から施設の老朽化と機能拡充のため移転が検討され、1995年（平成7年）5月に新長田駅からほど近い市営細田住宅2階への移転開館と最寄り駅の名称から新長田図書館に改称することが一旦は決定する。ところが、同年1月17日に発生した阪神・淡路大震災のため移転作業が遅延し、実際の開館は12月12日にずれ込んだ。全国有数のコリア・タウンが区内に形成されている地域特性上から開館時より「韓国・朝鮮図書コーナー」を設置していたが、2006年（平成14年）度には取り扱いの範囲を中国・モンゴル・東南アジア各国に拡大した「アジアコーナー」へリニューアルしている。
2012年（平成24年）に市内各区の地域拠点館で開設された「おきしお文庫」では各館ごとに収集テーマが設定されているが、新長田図書館のテーマは開館時からの資料収集方針を踏襲する形で歴史・地理（社会）とされている。
当館の指定管理者を受託している神戸新聞社・図書館流通センター（TRC）連合体は当館で窓口業務を行っていたTRCの契約社員が、2014年（平成26年）頃から親族や架空の名義で26枚の図書カードを不正に発行し、一度に50〜60冊の本を借りていたとして、2016年（平成28年）8月31日付でこの契約社員を諭旨退職処分にしたことを公表した。

## アクセス
- 653-0835 兵庫県神戸市長田区細田町7-1-27 市営細田住宅2階

JR神戸線、神戸市営地下鉄西神・山手線新長田駅から北へ徒歩5分。もしくは山陽電鉄本線西代駅から南へ徒歩5分。
市営細田住宅は1992年（平成4年）竣工、1棟72戸の耐火高層建築。図書館の他、集会所や地域センターが併設されている。

### 周辺
- シューズプラザ
- 長田郵便局
- 水笠通公園